# Lac Malheur
Le lac Malheur, en anglais, Malheur Lake, est un bassin endoréique et une étendue d'eau variable située dans l'État de l'Orégon aux États-Unis. 
Il s'étend dans la réserve faunistique nationale homonyme, dans le comté de Harney, près de la ville de Burns.

## Localisation et description
Le lac Malheur est situé dans la partie orientale et désertique de l'Oregon et dans la partie septentrionale du Haut désert de l'Orégon, à 29 km de Burns. 
Le lac est alimenté :
- au nord principalement par la rivière des grandes forêts ou sylves, dénommée aujourd'hui "Silvies river". Sa source est toujours située en plein cœur d'un écrin forestier, la forêt nationale Malheur, s'étendant ici sur les marges du comté de Grant, c'est-à-dire le comté d'Oregon dédié au général-président Ulysses Grant.
- au sud par la rivière du tonnerre et des éclairs (Donner et Blitzen river). Cette rivière avait la réputation de gonfler rapidement et souvent dangereusement avec les orages qui s'abattaient au sud, aujourd'hui la partie méridionale aride du comté d'Harney, entre les monts Steens à l'est et le Mont Juniper à l'ouest. Sa vallée à l'hydrographie imprévisible s'appelait la vallée ou auge des Français, avant d'être rebaptisé Frenchglen par adaptation gaëlique. Le nom n'indique nullement un habitat permanent, mais plutôt une piste d'indiens ou un chemin de trappeurs français.
- au nord-est, par le modeste apport de l'ancienne rivière aux marécages, dénommée Malheur Slough, pour son cours sinueux et marécageux en aval. Elle prend sa source dans la Malheur National Forest près de la montagne royale, près du mont King trônant à presque 2 040 mètres d'altitude.
- par la source sodée ou alcaline de Sodhouse Spring.

L'ensemble hydrographique décrit forme un bassin versant de 7 980 km2. Le plan d'eau déborde pourtant périodiquement à l'ouest vers le lac boueux (Mud lake) qui donne accès à la vaste dépression dénommée "bassin de Harney", en particulier le lac Harney dont le plancher n'est qu'à 1 245 mètres d'altitude, soit 3 mètres plus bas que le lac Malheur.  
Le lac Malheur fait de cette façon partie du Bassin de Harney. Il partage cette zone géographique avec le lac Harney, lac saumâtre aux bords marqués par les dépôts d'évaporites, lui-même alimenté par la modeste rivière argentée (Silver river) venant des monts secs du nord-ouest (Dry Mt à 2 013 m d'altitude). Quand les eaux sont en crues, les deux lacs fusionnent pour n'en former qu'un seul. Ce bassin d'Harney ainsi étendu est une dépression endoréique qui s'étend draine alors une superficie de 14 000 km2, d'une taille voisine de l'état américain du Connecticut.
Il existe deux îles, Cole et Pélican, autrefois l'île aux Pélicans. Trois districts de communautés se partagent ses rives, dont les centres sont Burns au nord-ouest, New Princeton et Crane à l'est.

## Occupation humaine et toponymie
Les alentours du lac Malheur furent occupées autrefois par les Amérindiens de la tribu des Païutes, mais aussi par des populations préhistoriques. La végétation originelle et les anciens temps plus cléments sont souvent perçus de façon plus favorables qu'actuellement ou au XIXe siècle.
Malgré la similitude des patronymes, le lac Malheur ne dépend aucunement du bassin fluvial de la rivière Malheur qui s'écoule dans le comté voisin. Il semble que la vaste contrée de Harney nullement riante, caractérisée par des vastes gisements d'évaporites alcalines, de nombreux espaces désertiques et minérales, et souvent ailleurs, une relative aridité jointe à des précipitations subites, ait été dénommée de longue date par les Amérindiens natifs, conscients de leur état misérable, le "pays de la Terre en souffrance". Les premiers trappeurs francophones l'ont simplifié en imposant un terme fataliste  "Malheur", soit la contrée (au, du, marqué par le) Malheur, incluant rivière, lac, forêt, butte volcanique, montagne, plateau... La seconde génération de trappeurs a justifié abusivement quelques appellations par des racontars impliquant des accidents, des pertes ou vols de marchandises transportées ou de lots de fourrures. 
Les nombreux toponymes qui n'ont pas été redéfinis ou transformés par les colons ou administrateurs américains de langue anglaise ont été conservés, souvent de manière aléatoire, d'un point de vue géographique.